# 董家大院
董家大院是一座位于中国天津市西青区猪市大街的民宅四合院建筑，始建于1877年，该建筑目前为一般保护等级历史风貌建筑。

## 历史
明永乐二十年（1422年），董家先世迁居到天津后分为聚德和裕盛两家。董家大院始建于清光绪三年（1877年），由董兆荣修建。

## 建筑
董家大院占地面积为1200平米，建筑面积为686平米，为轴线对称制五间、两进、双路、小式硬山四合院建筑。建筑中央设有一条中轴线将整个大院分为东西两部分，中轴线设有四个便门以便连接各个院落，建筑的每个院落都根据主人的身份不同并按照严格的等级制度采用不同档次的装修。

## 内部链接
- 石家大院